# Choucières Vertes
I Choucières Vertes (3.058 m s.l.m.) sono una montagna francese delle Alpi del Delfinato. Si trova nel Massiccio del Champsaur.

## Caratteristiche
La montagna domina i Lacs de Crupillouse. Si tratta di un rilievo dove a livello geologico prevale lo gneiss, che in quest'area viene denominato gneiss de Crupillouse.